# Echinella
Echinella is een muggengeslacht uit de familie van de galmuggen (Cecidomyiidae).

## Soorten
- E. albiventris Mamaev, 1965
- E. polypori Mamaev, 1965